# Ḥāz (Jemen)
Ḥāz (weitere altsüdarabische Schreibweisen: Ḥāzīum und hgrn ḤZY-m (mit Mimation m); arabisch حاز) ist ein Dorf und archäologischer Fundplatz aus der sabäischen Epoche im jemenitischen Hochlandbecken.

## Geographie
Ḥāz liegt im Westen des Gouvernements Sanaa, angrenzend zum Gouvernement ʿAmrān und westlich der Strecke zwischen Sanaa und Schibam Kaukaban. Die Gemeinde liegt in 2450 Metern Höhe und ist von einer teilweise erhaltenen, steinernen Wehrmauer umgeben.

## Geschichte
Die Geschichte des Ortes ist nicht gut erforscht. Sie knüpft an der Vermutung an, dass die Sabäer, ebenso wie die sprachkulturell zu unterscheidenden Minäer, Qatabaner und Hadramiten aus dem nordostarabischen Raum in den heutigen Jemen zugewandert waren und die Ansätze zur altsüdarabischen Hochkultur mitgebracht hatten.
Wann in der ersten Hälfte des 1. Jahrtausends v. Chr. die sabäischen Inschriften einsetzten, ist bis heute nicht hinreichend belegt, da Querverbindungen zu historischen Ereignissen außerhalb Südarabiens weitestgehend fehlen. Andererseits lassen sich Rückschlüsse zur Kultur der Region, abgesehen von erfolgreichen radiometrischen Datierungen an physischen Hinterlassenschaften, nahezu allein über Inschriften ziehen. Neben die ältesten epigraphischen Zeugnisse aus Ma'rib, kultiviert anschließend unter Karib’il Watar I. im 7. Jahrhundert v. Chr. (Tatenbericht RES 3945), trat zunehmend der Tempelbau unter Yada'il Dharih I., gewidmet dem Reichsgott Almaqah (so in Awwam, Sirwah oder al-Masadschid). Eine wechselvolle Geschichte der Eroberungen und Rückeroberungen prägte die Geschichte der Sabäer gegenüber Ma'in und Qataban in den sich anschließenden Jahrhunderten (hierüber berichtet z. B. CIH 375), woraus immerhin erheblicher wirtschaftlicher Aufschwung im Myrrhe- und Weihrauchhandel (Wirtschaftsbericht M 349) sowie beim Auf- und Ausbau von Infrastrukturen resultierte. Die Schlagkraft reichte, um römische Vorstöße unter Aelius Gallus zurückzudrängen und Arabia Felix zu stabilisieren.
Erst innere Spaltungen im 1. und 2. Jahrhundert führten dazu, dass die traditionellen Dynastien aus Ma'rib und Himjar massive Gegenwehr aus dem jemenitischen Hochland bekamen, so aus Ḥāz. Quellen zufolge soll Ḥāz Hauptort des Gaus Ḥumlān gewesen sein, das innerhalb des Königreichs Sum'ay gelegen hatte und sich vor unserer Zeitrechnung über den Großteil des mittleren Gebirgsjemen erstreckt haben soll. Sum'ay selbst war zunächst vom Königreich Saba abhängig, später Mitglied einer föderativen Organisation mit Saba (als Stamm im Westen). Kenntnisse hierüber sind jedoch keineswegs gesichert. Mehrfach festgehalten sind andererseits Tatenberichte, die die beiden Fürstengeschlechter der Banū Bata (Ḥāz) und Banū Hamdān aus dem Lande Sum'ay, im Konflikt mit den angrenzenden Gurat und Marṯad sowie übergeordnet mit der traditionellen Dynastie der Sabäer sahen. Der innere Krieg brachte sie womöglich schon früh zu Bündnissen mit anderen Mächten Südarabiens, wie Hadramaut und Himjar. Später allerdings gaben sie sich selbst den Titel eines Königs von Saba, so beispielsweise der Bata'ide Karab il Watar Yuhan'em I.

## Architektur
Zum Unterschied von Babylonien, wo Steinmaterial nur im weit entfernten Zāgros-Gebirge zur Verfügung stand, hat Südarabiens geologische Vergangenheit reichlich ausgezeichnetes Baumaterial bereitgestellt, wie jurassischen Kalk- und Sandstein, Granit, selbst den weit verbreitet verarbeiteten Alabaster. Soweit möglich, hatte man das Baumaterial aus dem anstehenden Steinvorkommen in der Nähe bezogen. So ist die Stadtmauer von Ḥāz in ihren aus sabäischer Zeit stammenden unteren Schichten aus dem vulkanischen Gestein der Umgebung errichtet worden.
Die Anlage der Stadt ist unregelmäßig oval, die heute 6 bis 8 Meter hohe Stadtmauer wird von fünf schmalen Toren durchbrochen und steht damit im Gegensatz zu vielen Anlagen jener Zeit, wie Qarnawu, die quadratisch beziehungsweise rechteckig angelegt worden waren. Im nördlichen Stadtteil, neben dem Haupttor, befindet sich ein quadratischer, antiker Burg-Vorbau in der Mauer, der bastionsartig aus der Umfassungsmauer hervorspringt und wie der Rest eines (kleinen) Hauses wirkt. Er enthält einen zentralen, rings umschlossenen Hof, der zwei Meter über dem Straßenniveau liegt und von der Stadt aus durch einen Torweg in der Mitte der Vorderfront erreicht wird. Der bedeutendste Tempel in Ḥāz war der des Ta'lab Riyām ba'l Šaṣṣarīm. Ta'lab, über dessen Funktion wenig bekannt ist, soll Sama, der hauptsächlich in Sum'ay im Westen von Saba verehrt wurde, abgelöst haben und möglicherweise wie Almaqah eine Mondgottheit gewesen sein. Im Ablösungsgebiet jedenfalls lebte der Stamm der Banū Bata, der Ḥāz ebenso wie das kaum 10 Kilometer nordöstlich entfernt liegende al-Ḥuqqa (Region Samaʿi) zu seinen kulturellen Hochzeiten, beherrschte.
Außerhalb des Stadttores liegt eine Zisterne von 36 × 41 Metern und 5 bis 6 Metern Tiefe und von der es einen unterirdischen Wasserzulauf in den Ort gegeben haben soll. Sie ist mit riesigen Felsplatten (Orthostaten) ausgekleidet, teils vermörtelt. Das Wasser wird durch einen Aquädukt zugeleitet.
Die Attraktion von Ḥāz sind Fassaden der Palastbauten, in die historische Inschriften- und Motivsteine gesetzt sind. Bekannt geworden sind Bilder, auf denen eine Aneinanderreihung von hochgezogenen, scheintürartigen, zweifach getreppten Rücksprüngen erkennbar ist, die an die Rücksprünge in einem Teil der Außenmauer des Pyramidenkomplexes von Sakkara erinnern. Erkennbar ist eine „menschliche Hand“ und als Krönung wurden Reihungen von Uräenfriesen verwendet. Der moderne Ort Ḥāz ist auf den Ruinen der antiken Stadt, teils unter Verwendung der ornamentierten Steine, errichtet.